# Polyrhachis tubifex
Polyrhachis tubifex är en myrart som beskrevs av Vladimir Aphanasjevich Karavaiev 1926. Polyrhachis tubifex ingår i släktet Polyrhachis och familjen myror. Inga underarter finns listade i Catalogue of Life.